# Madera (wyspa)
Madera (port. Madeira, Ilha da Madeira) – należąca do Portugalii wyspa na Oceanie Atlantyckim o powierzchni 740,7 km², stanowiąca największą i najbardziej zaludnioną część archipelagu i regionu autonomicznego Madery. Według danych z 31 grudnia 2021 zamieszkiwało ją 245 595 osób, w tym 105 795 osób w Funchal, największym mieście wyspy. 
Madera jest szczytem wielkiego wulkanu tarczowego wznoszącego się na wysokość 6 km z dna Atlantyku. Długość wyspy wynosi 57 km, w najszerszym punkcie ma 22 km, zaś długość całego wybrzeża to 179,3 km. Pasmo górskie biegnie przez środek Madery, sięgając w najwyższym punkcie 1862 m n.p.m. (Pico Ruivo). Wysokich szczytów jest kilka: Pico das Torres (1851 m), Pico do Arieiro (1818 m), Cidrão (1802 m), Cedro (1759 m), Casado (1725 m), Grande (1657 m) i Ferreiro (1582 m). Nadmorskie klify, doliny i wąwozy utrudniają dostęp do wnętrza wyspy. Życie codzienne koncentruje się w wielu miasteczkach u wylotów wąwozów, przez które obfite deszcze jesienne i zimowe spływają do oceanu.
W 2023 r. Maderę odwiedziło 2,3 mln turystów. Główne atrakcje turystyczne to:
- miasto Funchal – z targiem Mercado dos Lavradores, katedrą Sé, ogrodem botanicznym z ptaszarniami, eleganckim parkiem Quinta do Palheiro Ferreiro (Blandy’s Garden)[3]
- Monte – wyżej położone przedmieście Funchal, z koleją linową, zjazdami wyplatanymi saniami, tropikalnym ogrodem z azulejo, kościołem z grobowcem Karola I Habsburga
- lewady, kanały nawadniające, biegnące po zboczach gór i przez tunele
- lasy wawrzynowe
- Cabo Girão, klif o wysokości 580 m[4]
- jaskinie w lawie w São Vicente (Grutas e Centro do Vulcanismo)
- naturalne baseny i akwarium oceaniczne w Porto Moniz
- płaskowyż Paul da Serra
- najwyższy szczyt Pico Ruivo
- półwysep i wyspy na wschodzie, rezerwat przyrody Ponta de São Lourenço z interesującymi formacjami geologicznymi
- latarnia morska w Ponta do Pargo na zachodnim krańcu wyspy
- centrum wyplatania koszyków Camacha.